# Naomi Girma
Naomi Haile Girma (* 14. Juni 2000 in San José, Kalifornien) ist eine US-amerikanische Fußballnationalspielerin, die seit 2025 beim englischen Erstligisten FC Chelsea unter Vertrag steht. 2024 gewann sie mit der Nationalmannschaft die olympische Goldmedaille.

## Karriere

### Vereine
Girma ist die Tochter äthiopischer Einwanderer, die sich in der Bay Area kennengelernt hatten, und begann 2005 mit dem Fußballspielen beim von ihrem Vater initiierten Maleda Soccer Club für äthiopische Einwanderer.  Von 2018 bis 2021 studierte sie an der Stanford University  und spielte für die Stanford Cardinal, die sie als Kapitänin 2019 zur College-Meisterschaft führte. Im Dezember 2021 war sie erste Wahl des San Diego Wave FC bei der College Draft. Im Januar 2025 wurde sie vom FC Chelsea verpflichtet, die Ablösesumme von 1,1 Mio. US-Dollar stellte einen neuen Ablöserekord im Frauenfußball dar, der im Juli 2025 durch die Ablöse für die Kanadierin Olivia Smith gebrochen wurde.

### Nationalmannschaft
Im März 2016 gewann sie mit der U17-Mannschaft die CONCACAF U-17-Meisterschaft der Frauen in Grenada und wurde ins Team des Turniers gewählt.
Im Oktober 2016 nahm sie mit der U17-Mannschaft an der U-17-Fußball-Weltmeisterschaft der Frauen 2016 in Jordanien teil, schied aber mit ihrer Mannschaft nach den drei Gruppenspielen aus. Auch bei der U-20-Fußball-Weltmeisterschaft der Frauen 2018 in Frankreich kam das Aus nach der Vorrunde, das erste Mal überhaupt für die U20-Mannschaft. Ende Februar/Anfang März 2020 führte sie die U-20 zur Meisterschaft bei der CONCACAF U-20-Meisterschaft der Frauen in der Dominikanischen Republik, was die Qualifikation für die U-20-WM 2020 bedeutete, die aber der COVID-19-Pandemie zum Opfer fiel.
Im Dezember 2019 wurde sie erstmals für ein Trainingslager der A-Nationalmannschaft nominiert, musste aber verletzungsbedingt absagen. Im Oktober 2020 wurde sie erneut eingeladen. Zu ihrem ersten Länderspiel kam sie dann aber erst im April 2022, als sie beim 9:0-Sieg gegen Usbekistan in der Startformation stand und bis zum Ende mitspielte. Ab dann war sie Stammspielerin und wurde in fast allen Spielen eingesetzt, u. a. beim SheBelieves Cup 2023 sowie der CONCACAF W Championship 2022, bei der sich die US-Spielerinnen für die WM 2023 qualifizierten.
Am 21. Juni 2023 wurde sie für die WM-Endrunde nominiert, wurde in jedem der vier Spiele ihres Teams eingesetzt und schied mit der Mannschaft im Achtelfinale im Elfmeterschießen gegen die Schwedinnen aus.
Am 26. Juni 2024 wurde sie für die Olympischen Spiele in Paris nominiert. Sie kam in den sechs Spielen ihrer Mannschaft zum Einsatz und gewann mit ihr die Goldmedaille.

## Erfolge
- CONCACAF U-17-Meisterschaft der Frauen-Siegerin 2016
- CONCACAF U-20-Meisterschaft der Frauen-Siegerin 2020
- Siegerin des SheBelieves Cup 2023
- Siegerin der CONCACAF W Championship 2022
- Siegerin des CONCACAF W Gold Cup 2024
- Olympische Spiele 2024: Goldmedaille
- Englische Meisterin, Pokalsiegerin und Ligapokalsiegerin 2024/25

## Auszeichnungen
- 2020: U.S. Soccer Young Female Player of the Year[13]
- 2022: NWSL-Abwehrspielerin und -Rookie des Jahres[14]
- 2023: U.S. Soccer Player of the Year.[15]